# Gonzalo Calvo de Barrientos
Gonzalo Calvo de Barrientos, (¿Sevilla, España,? - Las Salinas, Perú, ¿abril de 1538?) apodado El Desorejado, fue un soldado español, uno de los primeros españoles en pisar el territorio de Chile huyendo de un conflicto por robo, motivo por el cual le cortaron las orejas, y que antecedió con su presencia en ese país a la expedición del adelantado Diego de Almagro quien, sin embargo, es reconocido oficialmente como el Descubridor del Reyno de Chile. Mencionado en las Crónicas de Jerónimo de Vivar, a Gonzalo Calvo de Barrientos se le conoce como el patriarca del mestizaje.

## Verdadero nombre
Fue el tercero de cuatro hermanos (Pedro, Rodrigo y Alonso), vecino de Valdín (Orense). Hijo de Alonso Calvo de Barrientos, natural de Alberguería de la Tierra del Bollo (Orense), Hidalgo notorio que participó en la guerra de Granada; y de María Calvo. Siendo su abuelo Pedro Calvo, que fue escudero de Don Alfonso de Barrientos en 1428, Montero Mayor del Infante Don Enrique, Maestre de la Orden de Santiago, Señor de los lugares de Gusende, Descuernavacas y las Heredades de Tirados y de Pepino; el cual contrajo matrimonio con Doña Mencía Barrientos Carrillo, hija de Pedro de Barrientos, Señor de la Villa de Serranos de la Torre; y nieta de Alfonso de Barrientos y de Juana de Carrillo, hija a su vez de Rodrigo Ávalos y de Mencía Carrillo; y nieta del Condestable Ruy López Dávalos y de Constanza de Tovar.

## Conflicto por hurto
Gonzalo Calvo de Barrientos entró en conflictos por hurto, con uno de los hermanos Pizarro (Francisco, Juan, Hernando o Gonzalo), y fue afrentado por Francisco Pizarro, haciéndole cortar una de las orejas para escarnio público, motivo por el cual se le llamó "el Desorejado". Posteriormente se reunió con Atahualpa, a la sazón prisionero de Pizarro, y le pidió que le enviase a alguna parte de su reino, la más remota.

### Huida al Collasuyo (Chile)
El Inca lo envió a la parte más retirada y escondida de sus dominios que era lo que actualmente es Chile.
Barrientos, acompañado por Antón Cerrada, se internó por el desierto atacameño hacia el sur acompañado de Cuxirimay Ocllo, la ñusta inca. Esto probablemente ocurrió hacia 1533.

### Llegada al Mitimae de Quillota
Gonzalo Calvo llegó hasta Los Vilos en la desembocadura del río Conchalí. Prosiguió su viaje, probablemente siguiendo la línea costera, unos 100 km más al sur, hasta Concón y llegó a la desembocadura del río Aconcagua donde gobernaban los caciques promaucaes Tangalonco y Michimalonco, quienes lo acogieron y le cambiaron su nombre a Gasco. Gonzalo Calvo se radicó en la zona de Quillota, en el valle del Aconcagua y adoptó la forma de vida indígena de la zona, transculturizándose.

## Expedición de Diego de Almagro al Collasuyo
Allí permaneció hasta la llegada de Diego de Almagro en 1536, donde estando sobre aviso de la llegada de españoles a la zona, gracias a su influencia, los naturales de la zona recibieron bien a los expedicionarios, convirtiéndose Gonzalo Calvo en su más fiel aliado.
Almagro dio descanso a sus tropas y recorrió con Calvo de Barrientos la zona, enviando una avanzada al mando de Gómez de Alvarado, para que explorase hacia el sur, el cual llegó por la costa hasta la zona de El Quisco.

### Comienzan los problemas
Sin embargo, un indio auxiliar llamado por los españoles Felipillo, comenzó a hacer correr rumores entre los indígenas de la zona, de que estos españoles eran asesinos, alentándolos a atacarlos o a huir.
Calvo de Barrientos puso sobre aviso a Almagro de la acción del intérprete que venía en la expedición, cosa que provocó finalmente la huida de los naturales del sector, causando gran inquietud al conquistador.

### Primera ejecución en Chile
Viéndose descubierto, Felipillo alcanzó a huir, tomando el camino de regreso, pero fue perseguido e interceptado. Como castigo ejemplar, Almagro lo hizo descuartizar con caballos ante el curaca de la región.
Finalmente cuando Almagro recibió los informes de su capitán Gómez de Alvarado a la vuelta de su incursión hasta el río Maule, y del combate con indios aún más belicosos (mapuches), se desilusionó y decidió que Chili o Chile no cumplía sus expectativas en cuanto a riquezas, y decidió terminar la expedición y regresar al Perú, donde tenía cuentas pendientes por la sucesión del Cuzco con Pizarro.

### Guía a Almagro de vuelta a Perú
Gonzalo Calvo decidió acompañarlo y es probable que gracias a sus consejos, se decidiera la vuelta por el Desierto de Atacama, a través de la Pampa del Tamarugal, en 1537, en vez del retornar por el Paso de San Francisco en el Valle del Copiapó.

En el camino Barrientos huyó "y como estaba echo [sic] a la vida de los indios se volvió a ellos". Junto con su esposa y otros indígenas que huyeron con él, fundó un pequeño grupo en medio de la cordillera dando inicio al proceso de mestizaje en Chile.

Existe una segunda versión que lo sitúa volviendo a Perú junto a Diego de Almagro y perdiendo la vida en la batalla de las Salinas en abril de 1538.

## Serie de televisión
En 2006 TVN produjo una película sobre su historia, llamada Desorejado. El filme, dirigido por Sebastián Alarcón y protagonizado por Claudio Reyes, fue presentado como miniserie.